# Eleição municipal de Juazeiro do Norte em 1972
A eleição municipal de 1972 em Juazeiro do Norte aconteceu em 15 de novembro de 1972, com o objetivo de eleger prefeito e vice-prefeito da cidade e membros da Câmara de Vereadores.
O prefeito titular era Orlando Bezerra, da ARENA. Quatro candidatos concorreram à prefeitura de Juazeiro do Norte. Mozart Cardoso, da ARENA, foi eleito com 45,17% dos votos.

## Candidatos
Nota: a tabela a seguir está organizada por ordem alfabética de candidatos.
| Prefeito(a)             | Prefeito(a) | Prefeito(a)        | Vice-Prefeito(a)          |
| Candidato(a)            | Partido     | Partido            | Vice-Prefeito(a)          |
| ----------------------- | ----------- | ------------------ | ------------------------- |
| Abraão Bezerra          |             | MDB (Sublegenda 2) | José Sobreira da Silveira |
| Anderson Borges         |             | MDB (Sublegenda 1) | Dário Maia                |
| José Monteiro de Macêdo |             | MDB (Sublegenda 3) | Adauto Palitot            |
| Mozart Cardoso          |             | ARENA              | Edvan Pires               |

## Resultados

### Prefeito
| Partido | Partido | Candidato               | Votos  | Votos (%) |
| ------- | ------- | ----------------------- | ------ | --------- |
|         | ARENA   | Mozart Cardoso          | 12 216 | 64,11%    |
|         | MDB     | José Monteiro de Macêdo | 4 271  | 22,41%    |
|         | MDB     | Anderson Borges         | 2 030  | 10,65%    |
|         | MDB     | Abraão Bezerra          | 538    | 2,82%     |
| Totais  | Totais  | Totais                  | 19 055 |           |
| Fonte:  |         |                         |        |           |

### Vereador
| Candidato(a)           | Partido | Votação |
| ---------------------- | ------- | ------- |
| Sódson Sabiá           | ARENA   | 909     |
| Francisco Rocha        | ARENA   | 882     |
| Raimundo Cabral        | ARENA   | 867     |
| Gilberto Magalhães     | ARENA   | 824     |
| Eliseu Damasceno       | ARENA   | 786     |
| Raimundo de Sá e Souza | ARENA   | 781     |
| José Carlos Pimentel   | ARENA   | 742     |
| Gumercindo Ferreira    | ARENA   | 729     |
| Luís Anastácio         | ARENA   | 714     |
| Francisco Barbosa      | ARENA   | 680     |
| Mozart Machado         | ARENA   | 662     |
| Maurício Ferreira      | ARENA   | 652     |
| Francisco Gomes        | ARENA   | 625     |
| Matias Júnior          | MDB     | 602     |
| Cícera Coimbra         | MDB     | 474     |
| Jucier Lima            | MDB     | 350     |
| Francisco Teles        | MDB     | 299     |